# Бильге (Тюргешский каганат)
Иль Идмиш Кутлук Бильге (кит. упр. 伊里底蜜施骨咄禄毗伽, пиньинь Yīlǐ dǐmìshī gǔduōlù píjiā, палл. Или димиши гудолу пицзя) — каган Тюргешского каганата с 742 года по 753 года.

## Биография
Родился в Тумоду, из племени Черных тюргешей. Был высоко поставленным генералом в армии Сулука, однако его имя может быть титулом. После переворота, он встал на сторону Бага-тархана в Суябе.

## Правление
После падения Бага-тархана он был признан каганом в Китае, Сюань-цзуном 26 июля 744 года. Когда он умер (неизвестно). Трон унаследовал Йобу-каган.

## Примечание
1. ↑  Уайтинг, Марвин С. (2002). Имперская военная история Китая: 8000 г. до н.э. – 1912 г. н.э. Пресса Клуба писателей, стр. 286.
2. 1 2 3  Francois Thierry. François Thierry, « Three Notes on Türgesh Numismatics », Proceedings of the Symposium on Ancient Coins and the Culture of the Silk Road, Sichou zhi lu guguo qianbi ji Silu wenhua guoji xueshu yantaohui lunwenji 絲綢之路古國錢幣暨 絲路文化國際學術研討會 論文集, Shanghai Bowuguan décembre 2006, Shanghaï 2011, 413-442.. Архивировано 2 августа 2023 года.
3. ↑  Цику Сюань-цзу, Книга Тан, том 215А